# Gabriel Monavon
François Clair Gabriel Monavon connu comme Gabriel Monavon (28 janvier 1820 à Veyrins – 2 août 1906 à Grenoble), est un juge de paix, écrivain et poète français qui est jadis et durant des décennies une célébrité littéraire régionale du Dauphiné et au-delà. Sa célébrité n'a pas touché Paris. Il est édité dans des publications de province, à Grenoble, Lyon, etc.
Membre de l'Académie delphinale, il est élu au fauteuil no 11 le 22 février 1869 et prononce son discours de réception en hommage à Lamartine le 1er juillet 1870.
Gabriel Monavon publie notamment dans la revue de la goguette du Caveau lyonnais.
Après sa mort, il est oublié de nombreuses années par le grand public, y compris dauphinois.

## Biographie

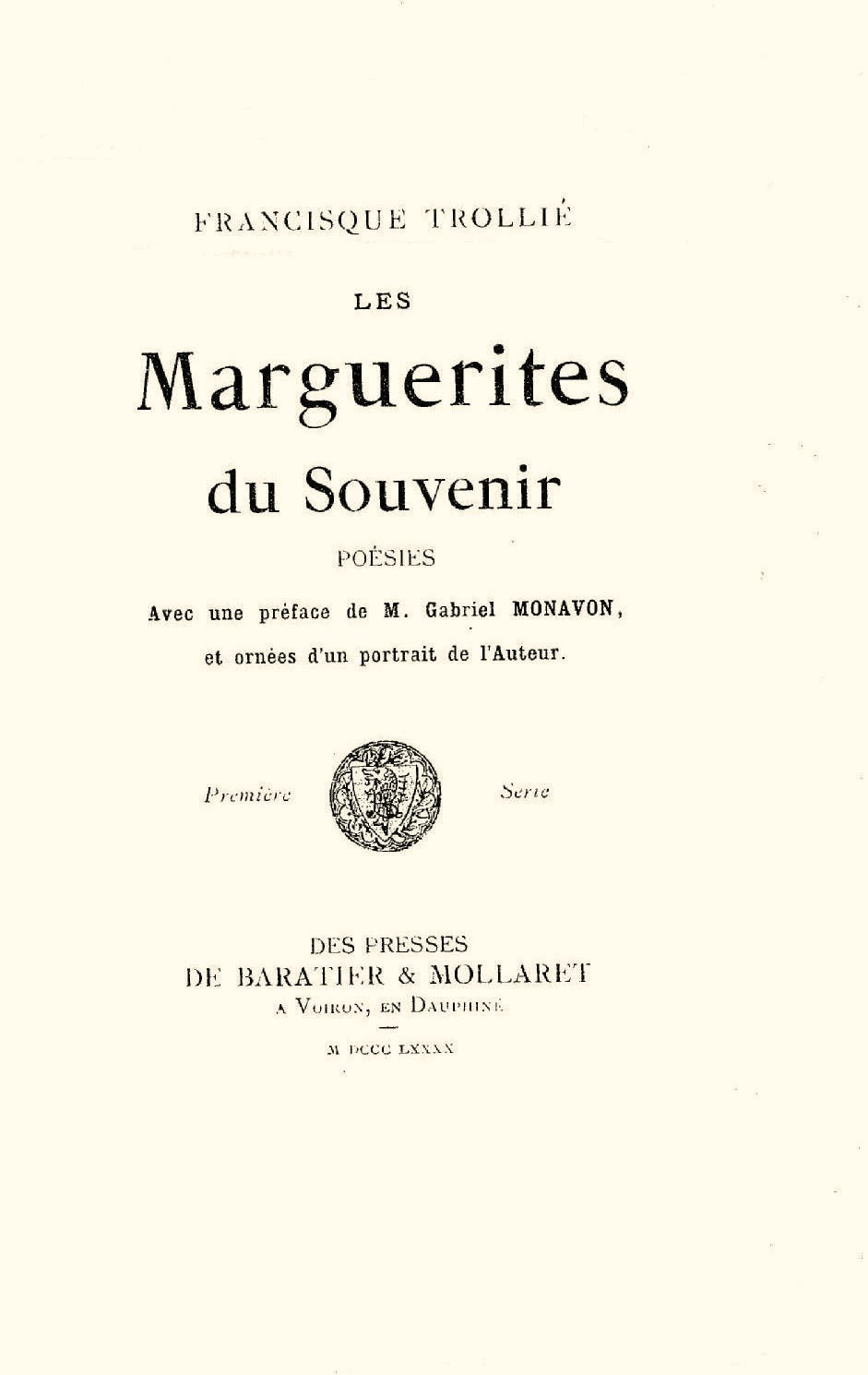
Un recueil de poèmes de Francisque Trollié préfacé par Gabriel Monavon en 1890.

Léon Côte et Paul Berthet écrivent en 1911 dans La Flore littéraire du Dauphiné :
Né à Veyrins le 28 janvier 1820, Gabriel Monavon fut d'abord avocat à Bourgoin, puis à Grenoble de 1868 à 1890. Il mourut le 2 août 1906. Pendant les loisirs que lui a laissé sa longue carrière de magistrat, il a semé dans de nombreux journaux une foule d'articles littéraires et de poésies. Ni les uns ni les autres n'ont été réunis en un recueil. Quoiqu'il fût considéré de son vivant comme un maître auquel les jeunes poètes demandent une préface à leurs œuvres, on a peu parlé de lui après sa mort. Cependant les quelques notices qui lui ont été consacrées sont toutes élogieuses. On y admire un talent souple et sincère ; la plupart de ses poésies sont composées ; le style en est pur et gracieux. Il a collaboré à toutes les revues dauphinoises, et à quelques autres encore : au Lorgnon (1853), au Bulletin de l'Académie delphinale (dès 1876), à l'Actualité et à l'Illustration dauphinoise, au Dauphiné, au Sylphe, aux Alpes illustrées, à Grenoble-Revue, au Bulletin de l'Académie des Muses Santones, à la Revue française du Midi, à la Muse gauloise, au Vœu national, au Caveau lyonnais, à la Revue du Lyonnais, etc.
Il est impossible de signaler ici toutes ses pièces. Nous ne donnerons que celles qui ont été publiés en tirage spécial, et seulement la poésie. Liste partielle :
- Le baptême du prince Impérial, 14 juin 1856. Ode... Grenoble, typ. Redon. (Extr. du Vœu National).
- La nouvelle statue impériale sur la colonne de la place Vendôme, nov. 1863. Bourgoin, imp. et lith. de A. Vauvillez, in-8, 3 p.
- Le rosier d'amour, ballade, s. l. n. d., in-8, 2 ff.
- Acis et Galathée (Idylle antique). Lith. St-Côme, Lyon, in-4, 3 p.
- Fleur du Cloître, Stances mystiques à une jeune novice, imp. Delaroche (Lyon), s.d. in-f° à 2 col., I f.
- Le poème de la Femme, Lyon, imp. L. Delaroche & Cie, in-fol. à 2 col., 1 feuillet (primé à un concours du Passe-Temps).
- Deux épisodes de l'Enfer de Dante (Ugolin. - Françoise de Rimini). Extrait du Bulletin de l'Académie delphinale, séance du 22 décembre 1876. Grenoble, imp. Dauphin et Dupont, in-8, 15 p.
- A Lamartine, Imp. Dauphin et Dupont, 1878, in-8. Sonnet, apothéose, couronné par l'Académie de Mâcon.
- Deux poèmes (La sœur de charité et Le vieux chêne). Grenoble, imp. Dauphin et Dupont, 1878, in-8.
- La chanson de la brise (ibid.), in-8.
- Les adieux de Jeanne d'Arc à Vaucouleurs, imp. L. Delaroche & Cie, Lyon, in-8.
- L'Œuvre du rachat de la France (Extrait du Bulletin de l'Académie delphinale, III, 8, XVII).
- Les Étoiles, romance (3 strophes). Grenoble, Breynat, s.d.
- Le grand orgue de l'église de Bourgoin, strophes d'inauguration, mai 1881. Grenoble, typ. et lith. G. Dupont, in-8, 4 p.
- A Mesdemoiselles Teresa et Maria Milanollo, s. l. n. d.
- Le Sommeil de l'Enfant (Paroles de Gabriel Monavon, musique de Félicien David) Reveil du Dauphiné, 29 mai 1864)[8].